# Ignacio Eizaguirre
Ignacio Eizaguirre (* 7. November 1920 in Donostia-San Sebastián; † 1. September 2013 ebenda) war ein spanischer Fußballtorhüter.

## Sportlicher Werdegang
Eizaguirre rückte 1939 bei Real Sociedad San Sebastián aus der Jugend in die in der Segunda División antretende Wettkampfmannschaft. Nach einer Spielzeit wechselte er zum FC Valencia in die Primera División. Dort debütierte er im Dezember 1941 und etablierte sich als Stammtorhüter des Klubs. 1942, 1944 und 1947 gewann er mit dem Klub den spanischen Meistertitel sowie 1949 den spanischen Landespokal und avancierte zum Nationalspieler, als er 1945 in der spanischen Nationalmannschaft debütierte. 1950 nahm er mit der Nationalmannschaft an der Weltmeisterschaft 1950 teil, bei der Spanien Vierter wurde. Anschließend kehrte er ins Baskenland zurück und spielte bis 1956 erneut für Real Sociedad San Sebastian und anschließend für CA Osasuna in Navarra. 1960 beendete er im Alter von fast 40 Jahren seine aktive Karriere.
Nach seiner aktiven Karriere war Eizaguirre als Trainer tätig, dabei war er für den FC Córdoba, den FC Sevilla und FC Granada in der höchsten Spielklasse tätig.